# Mas de Soquet (Santa Bàrbara)
El Mas de Soquet és un mas del terme municipal de Santa Bàrbara, a la comarca catalana del Montsià.
Està situat a 48,5 metres d'altitud, en el sector nord-est del centre del terme, i també al nord-est, bastant a prop, de la població de Santa Bàrbara. És a l'esquerra del barranc de Pelós. És al sud-oest del Mas de Picard i del Mas Nou, i al nord-oest del Mas del Corderer.